# 扁角龍屬
扁角龍屬（屬名：Platyceratops）是種角龍亞目恐龍，生存於晚白堊紀坎潘階，約7500萬年前到7200萬年前。扁角龍的化石發現於蒙古。牠們的頭顱骨大於弱角龍；牠們曾被歸類於弱角龍科或新角龍類。模式種是韃靼扁角龍（Platyceratops tatarinovi），是由Aliafanov在2003年所敘述。屬名在古希臘文意為「平坦的有角面孔」。

## 分類
扁角龍屬於角龍亞目，角龍亞目恐龍是群植食性恐龍，擁有類似鸚鵡的喙狀嘴，生存於白堊紀的北美洲與亞洲。所有的角龍類恐龍在白堊紀末期滅絕。
扁角龍可能是弱角龍的變異個體。

## 食性
如同所有角龍類恐龍，扁角龍是植食性動物。在白堊紀期間，開花植物的地理範圍有限，所以扁角龍可能以當時的優勢植物為食，例如：蕨類、蘇鐵、針葉樹。牠們可能使用銳利的喙狀嘴咬下樹葉或針葉。